# Пољички статут
Пољички статут је најважнији извор Пољичке Републике. Одређује пољичко право које је по свом облику, стилу, садржају и у утврђивању друштвено-економских односа потпуно различит од  хрватских статута.
Писан је кратким, сликовитим реченицама у којима су обухваћене норме пољичког друштва од највиших пољичких власти до норми које обухватају битне интересе свих Пољичана. Осим закона који су у њему забележени, Пољички статут садржи и разне одлуке и пресуде власти које се понекад односе и на појединце. Из тога можемо видети како је пољички статут мењан заједно са променама у животу пољичког друштва што га чини његовим верним одразом. Његова додатна карактеристика је архаичност која омогућује проучавање човека из тог доба уопштено. За пољичко право је карактеристично гарантовање али и прихватање личне одговорности у сврху заштите Пољица.
Пољички статут је од непроцењиве вредности, из његове материје се осим правних могу проучавати историјски, економски, политички и други друштвени односи. Пољички статут је настао као резултат задовољења потребе да се постигне што већа независност од средњовековне Хрватске и Венеције. За оно време Пољички статут показује високи ниво правне стручности и друштвене свести. Најстарији рукопис Пољичког статута из 16. века писан је ћирилицом, на штокавском наречју у већини.
Пољички статут је имао више редакција. Све редакције Статута настајале су у преломним временима, када су Пољица требала да признају новог господара. За време Брибираца Пољичани нису имали потребу за статутом јер су имали заједничке интересе и циљеве. Прва редакција 1322. године има осамнаест чланова и подноси се Карлу Роберту (угарском краљу), али он је не прихвата. То потврђује и исправа краљице Јелисавете из 1333. године у којој се спомиње Пољички статут.
Другу редакцију, 1387. одобрава босански краљ Твртко I. Од те редакције направљене су разне варијанте. 1444. следи трећа редакција која је поднесена новом владару  ̶  Венецији. 1485. настаје четврта редакција која је доживела велики број измена и допуна, а прелаз који је прати је угарска владавина. Из тих свих промена произлази облик статута из којег је очито постепено настајање и разбацаност и понављање истих правних тема.
У пољичком праву јасно се разликују јавно право и индивидуално право. Јавно право посебно се очитује у односу кметића и њихових господара, те немогућности бирања пучана у Пољички престо. Иако су те одредбе постојале, нису никада имале значајан утицај јер су пучани имали своју сеоску аутономију унутар пучких котара па су преко својих сеоских кнезова имали значајан утицај на бирање кнеза, а кметова је било јако мало. Индивидуално право и колективизам истичу се у томе што се у Пољицима радило о самоуправи, и из којег су се извлачила разна права на које је имао право члан колектива.
Колективизам у пољичком праву је резултат сазнања како се једино заједничким напорима могу постићи услови потребни за опстанак, сигурност, ред и мир.